# Patrice Gay

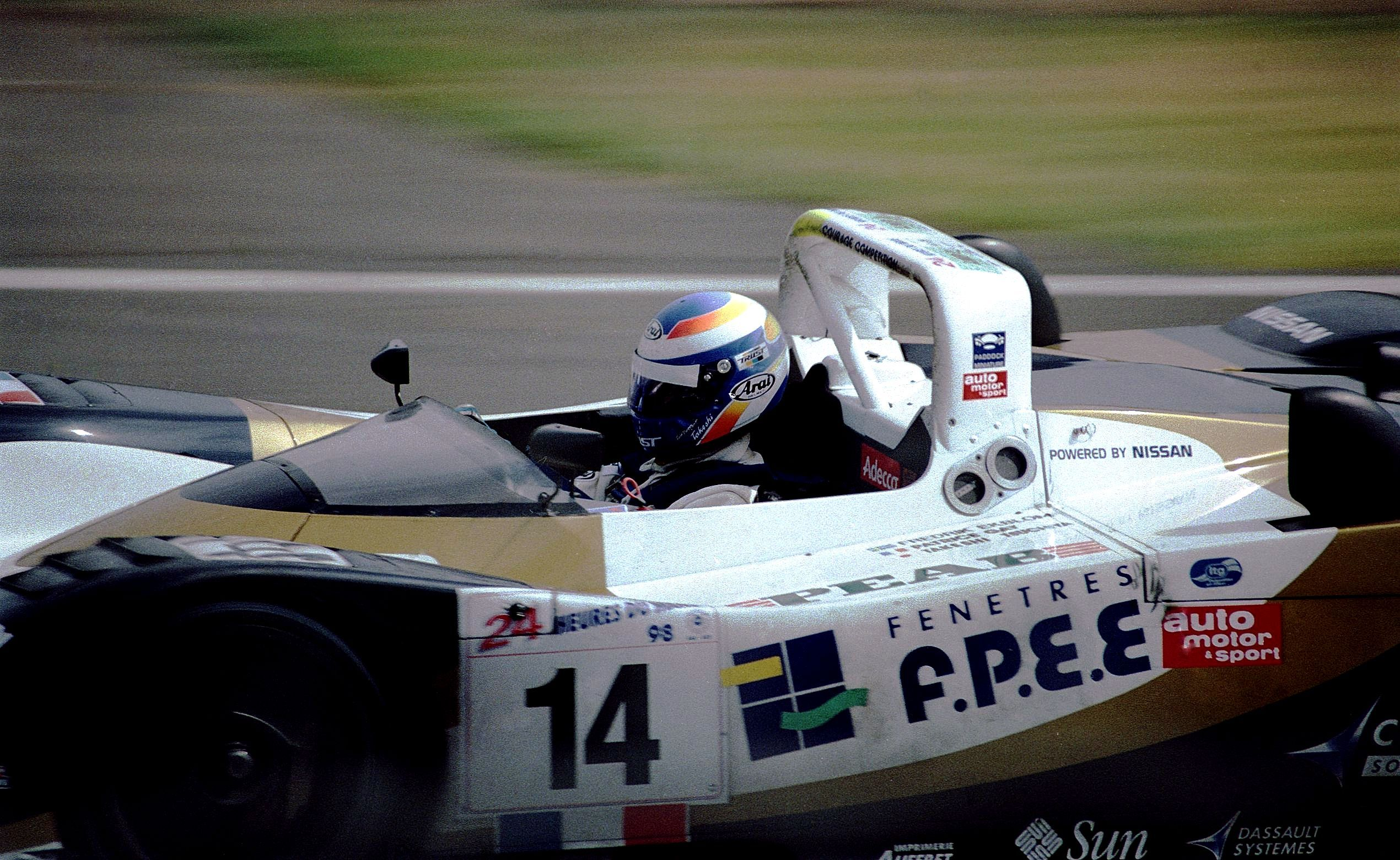
Patrice Gay am Steuer eines Courage C51 beim 24-Stunden-Rennen von Le Mans 1998

Patrice Gay (* 14. November 1973 in Bourges) ist ein ehemaliger französischer Autorennfahrer.

## Karriere
Patrice Gay begann seine Karriere in der Formel Ford, wo er 1993 Vierter (Meister Jean-Bernard Bouvet) in der französischen Formel-Ford-1600-Meisterschaft wurde. Nach einem dritten Endrang in der Formel-Ford-1800-Meisterschaft 1994 (Meister Soheil Ayari) gewann er dieses französische Championat 1995. Es folgte der Wechsel in die Formel 3, wo er 1997 französischer Meister wurde.
Zweimal ging er beim 24-Stunden-Rennen von Le Mans an den Start. 1998 fuhr er für Courage Compétition einen C51, der nach einem Leck im Kühler ausfiel. 1999 war er Partner von Henri Pescarolo, der seinen 33. Le-Mans-Start absolvierte. Dritter Fahrer war Michel Ferté. Das Trio erreichte im Courage C50 den neunten Rang in der Gesamtwertung.
Seine letzte Rennsaison hatte er 2000 in der Open Telefonica by Nissan. Nachdem er die Serie als Gesamtfünfter beendet hatte, trat er Ende des Jahres vom Rennsport zurück.

## Statistik

### Le-Mans-Ergebnisse
| Jahr | Team                       | Fahrzeug    | Teamkollege    | Teamkollege      | Platzierung | Ausfallgrund   |
| ---- | -------------------------- | ----------- | -------------- | ---------------- | ----------- | -------------- |
| 1998 | Courage Compétition        | Courage C51 | Fredrik Ekblom | Takeshi Tsuchiya | Ausfall     | Leck im Kühler |
| 1999 | Pescarolo Promotion Racing | Courage C50 | Michel Ferté   | Henri Pescarolo  | Rang 9      |                |